# Phileris dorsiger
Phileris dorsiger är en tvåvingeart som först beskrevs av Christian Rudolph Wilhelm Wiedemann 1828.  Phileris dorsiger ingår i släktet Phileris och familjen rovflugor. Inga underarter finns listade i Catalogue of Life.